# Điện mặt trời Hòa Hội
Nhà máy Điện mặt trời Hòa Hội là nhà máy điện mặt trời xây dựng trên vùng đất xã Hòa Hội huyện Phú Hòa tỉnh Phú Yên, Việt Nam .
Điện mặt trời Hòa Hội có công suất lắp máy 257 MWp, khởi công tháng 11/2018, dự án khánh thành ngày 25/06/2019 .
Nhà máy có công suất phát lên lưới khoảng 179,52 MW, sản lượng điện hàng năm khoảng 334.148 MWh. Diện tích thu năng khoảng 256 ha .
Trong vòng 6 tháng 23 ngày, kể từ khi chính thức động thổ nhà máy, toàn bộ 257MWp (tương đương công suất phát 214MW) đã được đưa vào vận hành và đóng điện thành công. Nhà máy chính thức phát điện thương mại vào lúc 8am ngày 10/06/2019.
Điện mặt trời Hòa Hội là dự án điện mặt trời đầu tiên tại tỉnh Phú Yên và năm 2019 có quy mô lớn nhất miền Trung . Dự án là liên doanh giữa Công ty cổ phần tập đoàn Trường Thành Việt Nam và B.Grimm Vương quốc Thái Lan làm chủ đầu tư.